# ديانا ريدر هاريس
ديم ميوريل ديانا ريدر هاريس (ولدت في الحادي عشر من أكتوبر عام 1912 في هونغ كونغ – توفيت في السابع من أكتوبر عام 1996 في ساليسبري ويتشاير) هي مُربية إنجليزية ومديرة مدرسة وشخصية عامة. وناشطة بارزة في الدفاع عن حق المرأة في الترسيم في كنيسة إنجلترا.

## حياتها المبكرة
ميوريل ديانا هي البنت الكبرى لمونتغمري ريدر هاريس (المولود عام 1887) وزوجته فرانسيس ميبل (ويلموت ويلكنسون بالولادة). عادت ديانا إلى إنجلترا عندما كان عمرها سنتين، لكنها فقدت والدتها إثر إصابتها بالتهاب السحايا ووفاتها على الفور. وبينما بقي والدها في الشرق الأقصى، أحضرتها قريبتها إلى لندن. درست ديانا في مدرسة فرانسيس هولاند للبنات في لندن ومدرسة شيربورن للبنات عام 1925. تخرجت بشهادة من الدرجة الأولى في اللغة الإنجليزية من جامعة لندن عام 1934.

## التعليم والخدمة العامة
التحقت ريدر هاريس بالهيئة التدريسية في مدرسة شيربورن للبنات عقب تخرجها، حيث كانت مدرسة شيربورن في طليعة المدارس الداخلية في انجلترا. كانت من ضمن مجموعة التلاميذ التي أخلت شيربورن في الحرب واتجهت إلى مدرسة برانكسوم هول في تورنتو بولاية أونتاريو في كندا. قاد هذا الأمر إلى نمو علاقات متبادلة بين المدرستين ظلّت قائمة حتى 70 عام. عادت ديانا إلى إنجلترا عام 1943 لتلتحق بهيئة الرابطة الوطنية لنوادي الفتيات. عادت إلى شيربورن عام 1950 لتشغل منصب مديرة المدرسة، وكانت مسيرتها المهنية بارزة، وبقيت هناك حتى تقاعدت عام 1975. وفقاً لإحدى النعوات، “ترعرع الطلاب تحت إدارتها في مناخ أعطى كل فردٍ شعوراً بإمكانية تقديم شيء ذي قيمة للمجمتع، تلك طبيعة جيدة يُنشدها الجميع، وخدمة للمجتمع الذي عاشت فيه”.
تعرفت ريدر هاريس أثناء إقامتها في شيربورن على عددٍ من الشخصيات الخارجية والمذهلة. ترأست رابطة المديرات بين عامي 1964 و1966، وهي من نسّق ردّ الجمعية على تقرير بلودين. كما كانت، في عدة فترات مختلفة، عضوة في لجنة تعليم وتربية دورسيت والسلطة التلفزيونية المستقلة ومجالس أوركسترا الشباب الوطنية ورابطة أوتوارد ومجتمع البعثة الكنسية، حيث كانت أول رئيسة لها  وتبنت تقرير برانت الصادر عام 1980 أملاً منها ببناء جسرٍ بين الحد الشمالي الجنوبي ووكالة الإغاثة المسيحية، وهي الوكالة التي تقلّدت منصب رئاستها بين عامي 1978 و1983. انضمت أيضاً إلى الجمعية الملكية للفنون عام 1975 وترأستها بين عامي 1979 و1981. كانت مديرة مدرسة غودولفن في ساليسبري بين عامي 1975 و1986.
كانت ريدر هاريس عضوة نشطة في كنيسة إنجلترا، ودافعت بقوة عن ترسيم النساء. حتى أنها ألقت خطباً في عددٍ من الكنائس، وأصبحت كاهنة بعد أن تقاعدت وعاشت في ساليسبري عام 1983. كانت ديانا متحدثة شهيرة، حيث ألقت خطباً بشكل متكرر في الأنشطة والإذاعة. تتواجد مذكراتها في أرشيف مدرسة شيربورن للبنات.
ظهرت ريدر هاريس في أواخر عمرها عام 1991 في مقالة كتبتها تلميذة سابقة مجهولة الاسم من مدرسة شيربورن، ونُشرت المقالة في الهند: “ديم ديانا ريدر هاريس ليست سيدة معمرة فحسب. فبعد تقاعدها بعمر الـ 63، تقلدت عدداً من المناصب المذهلة في الكنيسة، وفي المنظمات التربوية والخيرية، كرئاسة وكالة الإغاثة المسيحية. وهي الآن بعمر الـ 79، إنها تفقد بصرها لكنها تشق طريقها في سبيل الوصول إلى أكبر عددٍ ممكن من اللجان. وبالرغم من ذلك، فجدول أعمالها الأسبوعي يستنزف قواي. مشكلتها، كما تقول، ليست الملل، بل العكس من ذلك تماماً. فالمعركة تدور حول التعلّق بالوصايا الإنجيلية، كما جاء في سفر المزامير “كُفّوا واعلَمُوا إني أنا الله”، وهي بذلك تقترح أن “نتوقف قليلاً ونحظى ببعض الهدوء والاسترخاء”. تعيش ديانا مع سلفتها وتقوم بالطهي بنفسها، وذلك خطرٌ قليلاً على ضيوفها، حيث قالت “لا أعلم ما أضع في الطبق”.

## جوائز فخرية
مُنحت ريدر هاريس عام 1972 وسام الامبراطورية البريطانية بلقب سيدة، وذلك نظراً لخدماتها في مجال التربية والكنيسة.